# 온사문
온사문(溫沙門, ?~?)은 고구려 보장왕 때의 장수로 여당 전쟁에 참전하였다.

## 생애
659년(보장왕 18년) 음력 11월 당나라의 우령군중랑장(右領軍中郞將) 설인귀와 황산(橫山)에서 싸워 패하였다. 이외의 기록은 전혀 없어 온달과의 관계도 알 수 없다.

## 온사문이 등장한 작품
- 《연개소문》, SBS, 2006년 ~ 2007년, 배우 : 나한일,박영록,손건우
- 《대조영》, KBS, 2006년 ~ 2007년, 배우 : 이원발
- 《칼과 꽃》, KBS, 2013년, 배우 : 박유승

## 참고 문헌
- 《삼국사기》22권 고구려본기 제10 보장왕 18년 11월